# Bastardo
Bastardo falu (frazione) Giano dell’Umbria településen Olaszországban, Umbria régióban, Perugia megyében. Lakossága 2011-ben 1549 fő volt.

## Elhelyezkedése
Bastardo Umbria középső részén, a Tevere egyik mellékágának, a Puglia folyónak völgyében 290 m-es tengerszint feletti magasságban fekszik.